# Karsten Schwanke

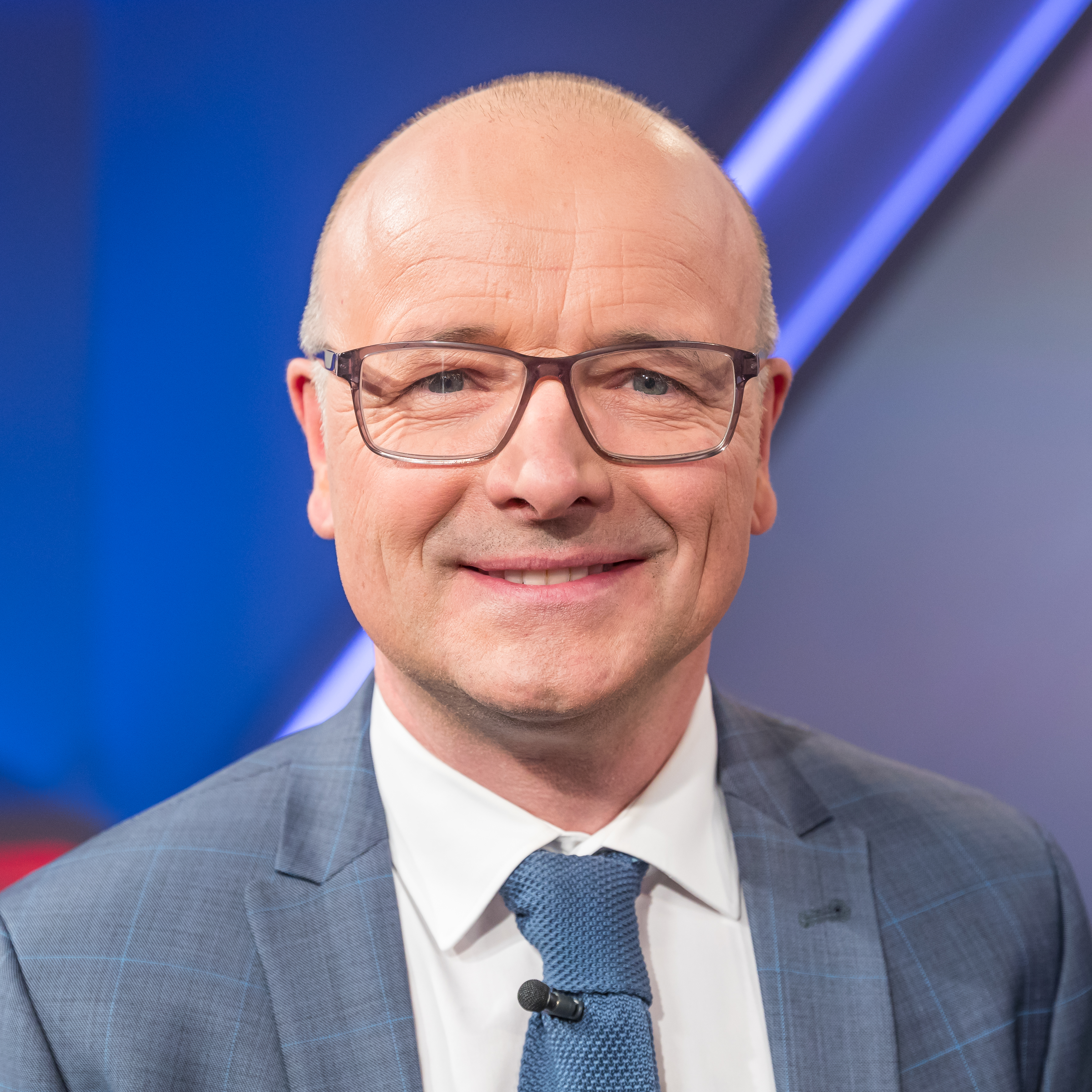
Karsten Schwanke (2019)

Karsten Schwanke (* 5. Februar 1969 in Ziesar, Kreis Brandenburg-Land) ist ein deutscher Meteorologe und Fernsehmoderator.

## Leben
Karsten Schwanke wuchs in Ziesar auf. Er besuchte dort die Schule und dann die Erweiterte Oberschule Burg Ziesar, wo er das Abitur ablegte. Danach machte er von 1987 bis 1988 eine Berufsausbildung als Technischer Assistent für Meteorologie beim Meteorologischen Dienst der DDR in Potsdam. Anschließend begann er 1988 das Grundstudium der Meteorologie an der Humboldt-Universität zu Berlin, das er von 1991 bis 1995 mit dem Hauptstudium an der Universität Hamburg fortsetzte. Seine Diplomarbeit mit dem Titel Simulation von Vulkanausbrüchen erarbeitete er mit Hilfe des weltweit ersten 3D-Vulkan-Modells am Deutschen Klimarechenzentrum in Hamburg.
Schwanke lebt in Köln, ist verheiratet und hat zwei Kinder.

## Berufliches
Ab 1995 arbeitete Schwanke in der Firma Meteomedia AG von Jörg Kachelmann und moderierte Das Wetter im Ersten und ab 1996 Das Wetter im ARD-Morgenmagazin. 1996–2001 moderierte er als erste Sendung ohne Wetterbezug die Tiersendung für Kinder Chamäleon und 1999–2003 auch die ARD-Wissenschaftssendung Kopfball sowie weitere Wissenschaftssendungen.
Im Oktober 2005 präsentierte er letztmals das Wetter im ARD-Morgenmagazin bevor er im Jahr 2006 zum ZDF wechselte, um Abenteuer Wissen zu moderieren. Als Nachfolger von Wolf von Lojewski präsentierte er das Wissensmagazin bis zum 4. Mai 2011 und erhielt hierfür im Januar 2010 die Goldene Kamera als „Beste Information Wissensmagazine“.
Seit Herbst 2011 ist er wieder als Meteorologe in der ARD zu sehen, unter anderem im Wetter vor acht, in den ARD-Tagesthemen sowie in verschiedenen Dritten Programmen. 2012 gründete er zusammen mit Peter Prestel die Produktionsfirma WQ Media GmbH. Mit dieser Firma produziert er die von ihm moderierte Wissenschafts-Talkshow SMS – Schwanke meets Science auf ARD-alpha sowie Reportagen für Arte.
Im November 2018 erklärte Karsten Schwanke im Wetter vor Acht den Zusammenhang zwischen dem langen, trockenen Sommer und dem Klimawandel. Das Erklärvideo wurde im November 2018 eines der meistgeschauten Internetvideos. Für diese Erklärung wurde er für den Grimme-Preis 2019 nominiert. Im September 2019 wurde er für die beste Wettervorhersage Europas mit dem „TV Weather Forecast Award“ ausgezeichnet.

## Ehrungen
- 2010: Goldene Kamera
- 2011: Universitas-Preis für Wissenschaftsjournalismus der Hanns Martin Schleyer-Stiftung
- 2019: Nominierung Grimme-Preis
- 2019: „TV Weather Forecast Award 2019“ der Europäischen Meteorologischen Gesellschaft (EMS)
- 2022: „Medaille für naturwissenschaftliche Publizistik“ der Deutschen Physikalischen Gesellschaft (DPG)

## TV-Moderationen
- seit 1995: Das Wetter in der ARD im „Wetter vor Acht“ und in den Tagesthemen (mit Unterbrechung von 2006 bis 2011)
- 1996–2001: „Chamäleon“ (ARD)
- 1999–2003: „Kopfball“ (ARD)
- 2002: Reporter bei der weltweit ersten Live-Besteigung eines Berges im Himalaya (Ama Dablam) mit Hans Kammerlander (ARD-Morgenmagazin)
- 2004–2005: „Tier zuliebe“ (RBB)
- 2006–2011: „Abenteuer Wissen“ (ZDF)
- 2012–2013: „Kneipenquiz“ (RBB)
- 2015: „Vancouver – die grünste Stadt der Welt?“ (Presenter-Reportage, WDR weltweit)
- 2016–2017: „Wissen im Fluss“ (Wissenschafts-Talk, ARD-Alpha)
- 2018: „Inside ISS“ (ARD-Alpha)
- 2018–2021: „SMS – Schwanke meets Science“ (ARD-Alpha)
- 2022: „Der Klimawandel“ – eine vierteilige Serie für den ARD-Weltspiegel

## Filme
- 2018: „Schmelzende Arktis – Mit Klimaforschern im Reich der Eisbären“ (Arte)
- 2019: „Abenteuer Höhlenforschung – Abstieg ins Hölloch“ (Arte)

## Bücher
- Karsten Schwanke, Heike Rosbach: Heiter bis wolkig. Blitzgescheites und Kurioses über das Wetter. Ehrenwirth, Bergisch Gladbach 2007, ISBN 978-3-431-03715-9
- Karsten Schwanke, Nadja Podbregar, Harald Frater: Wetter, Klima, Klimawandel: Wissen für eine Welt im Umbruch. Springer, Berlin 2008, ISBN 978-3-540-79291-8
- Karsten Schwanke, Nadja Podbregar, Dieter Lohmann, Harald Frater: Naturkatastrophen: Wirbelstürme, Beben, Vulkanausbrüche – Entfesselte Gewalten und ihre Folgen. Springer, Berlin 2009, ISBN 978-3-540-88684-6
- Karsten Schwanke, Harald Frater: Landschaftsformen: Unsere Erde im Wandel – den gestaltenden Kräften auf der Spur (Phänomene der Erde). Springer, Berlin 2010, ISBN 978-3-642-01312-6